# 상환
상환(償還)은 '용서'라는 의미의 종교적 개념이다.
속죄·제도·근인·구제·구원이라는 말도 있다. 단어 자체에는 '전에 판 것을 되사는 것' '부채나 담보의 융자의 반제'의 의미도 있다. 과거의 죄나 과오로부터의 방면, 파멸·치욕·불명예로부터의 (희생을 통한) 보호를 가리킨다.
'상환'의 개념은 세계가 많은 종교에 통저해, 인도의 복수의 종교, 모든 아브라함의 종교 (특히 기독교와 이슬람교)에 있다.
- 유대교에서는, 신이 이스라엘인을 망명으로부터 (예루살렘에) 귀환시키는 것을 가리키고 있었다.[1]
- 기독교의 신학 용어에서는, 기독교인의, 죄로부터의 해방을 가리킨다[2]. 그러나, 이 말이 의미를 가지는 것은, 인간의 힘이 무력인 거대한 시스템을 악이 만들고 있을 때 뿐이다. 인간 힘으로 어떻게라도 되는 사소한 고뇌라면 '상환'은 되지 않는다.
- 불교에서는 세속적인 욕망 (번뇌)으로부터의 해방.[3]
- 라스타파리 운동의 밥 말리가 죽음의 사이에 만들어 노래한 '리뎀션 송'이라는 곡이 있다.

## 불교
- 상좌부 불교는 욕망의 소멸이 구제의 전제 조건이라고 한다. 상좌부 불교의 속죄의 목표는, 영원의 생명을 보관 유지하면서, 생활의 모든 형태로부터 해방되는 것이다. 다른 종파에서는, 상환을 위한 탐구에 타인의 지원을 요구하지만, 상좌부 불교에서는, 자신 이외의 아무것도 의지하지 못한다.
- 다른 종파에서는 '각각의 불이나 보살이 구세주이다'라고 하고 있다. 윤회전생의 생각도 있어, 아미타불의 이름을 주창하는 것, 명상 등에서 제도를 달성한다.

## 기독교
인간의 사망시·사망 후의 상환의 문제는, 기독교회의 역사 중에서 계속적으로 논의를 낳는 주요한 토픽이다.
기독교 신학에서는 상환은 '죄로부터의 구제'를 의미한다. 레옹 모리스는 '파울로는, 주로, 그리스도의 죽음을 설명하기 위해서 상환의 개념을 사용하고 있다'라고 했다.
영어의 단어 '상환'은 '변제' 또는 '재매입'을 의미해, 구약 성서의 노예의 몸값의 이야기 (출애굽기 21:08)에 나온다.
신약 성서에서는, '상환'은, '잡힌 몸 또는 죄로부터 자유에의 구출'의 의미로 사용된다. '상환'은 예수의 속죄 (책에서 참살된 것)를 통해서 달성되는 것의 은유이다. 그 때문에, 예수의 죽음으로는 '(민중의) 몸값을 지불했다'라는 의미가 발생해, 죄와 죽음에의 기독교인의 책 (속박)을 해방하게 되어 있다.
하지만 복음파의 신학자와 개신교는, 오리게네스가 주창한, '상환의 몸값'이 신으로부터 사탄에게 지불되었다는 설을 부정하고 있다.

## 유대교
유대교에서는, 상환 (헤브라이어 ge'ulah)은 신이 사람들을 여러 가지 디아스포라로부터 이스라엘에 귀환시키는 것을 의미한다.
단지, 하시디크 철학에서는 개인적 구제도 의미한다.
피존 하벤 (히브리어: פדיוןהבן) 또는 '장남의 상환'은 유대교의 미쯔와이며, 유대인의 장자의 아들이 은화에 의해서 신으로부터 상환된 삽화이다.

## 관련 사항
- 세례
- 부활절
- 성금요일
- 참회
- 구제

## 같이 보기
- 세례
- 부활절
- 성금요일
- 구원
- 상환적 고통